# Reda El Meliani
Reda El Meliani (Veghel, 16 februari 2005) is een Nederlands-Marokkaans voetballer die doorgaans speelt als verdediger. In de zomer van 2024 verruilde hij Jong PSV voor Roda JC.

## Clubcarrière
El Meliani begon met voetballen bij Blauw Geel '38 uit zijn geboorteplaats Veghel en ging in 2013 naar de jeugdopleiding van PSV. Hij doorliep hier de gehele jeugdopleiding en tekende in juni 2022 zijn eerste profcontract. El Meliani debuteerde voor Jong PSV in het profvoetbal op 14 augustus 2023, tegen Telstar (1-0). Hij kwam in de 66e minuut in de ploeg voor Bram Rovers. Hij kwam dat seizoen negen keer in actie voor Jong PSV, waarna hij de overstap maakte naar Roda JC Kerkrade.

## Statistieken
| Seizoen | Club             | Competitie     | Competitie | Competitie | Beker | Beker | Overig | Overig | Totaal | Totaal |
| Seizoen | Club             | Competitie     | Wed.       | Dlp.       | Wed.  | Dlp.  | Wed.   | Dlp.   | Wed.   | Dlp.   |
| ------- | ---------------- | -------------- | ---------- | ---------- | ----- | ----- | ------ | ------ | ------ | ------ |
| 2023/24 | Jong PSV         | Eerste divisie | 9          | 0          | 0     | 0     | 0      | 0      | 9      | 0      |
| 2024/25 | Roda JC Kerkrade | Eerste divisie | 0          | 0          | 0     | 0     | 0      | 0      | 0      | 0      |
| Totaal  | Totaal           | Totaal         | 9          | 0          | 0     | 0     | 0      | 0      | 9      | 0      |

Bijgewerkt op 28 mei 2025.